# Chaîne varisque

La chaîne hercynienne marquée par des torsions (virgations) dont les deux plus marquées sont l'arc ibéro-armoricain et l'arc de Bohême.

Les structures de déformation de la chaîne hercynienne.

La chaîne varisque, appelée chaîne hercynienne en France, est la grande chaîne de montagnes qui se forme du Dévonien au Permien, au cours du cycle varisque. Elle apparaît encore en surface aujourd'hui sous la forme d’une succession de massifs isolés (Massif ardennais et de Bohême, Vosges-Forêt-Noire, Massif armoricain, Massif de Cornouailles, Massif central, Massif ibérique) entrecoupée par de nombreux bassins sédimentaires méso-cénozoïques. Elle affleure aussi dans le Sud de l'Irlande et elle sera reprise dans les orogenèses plus récentes alpine (massifs cristallins externes) et pyrénéenne. Ces massifs anciens constituent le socle anté-permien de toute l'Europe occidentale et centrale et correspondent à un fragment d'une chaîne montagneuse plus large, allant de l'Oural en Russie aux Appalaches en Amérique du Nord.
La chaîne trouve son origine dans le rapprochement puis le chevauchement de trois masses continentales : le microcontinent de l'Armorica et les deux supercontinents du Protogondwana et de la Laurussia (réunion des continents du Laurentia et du Baltica lors de l'orogenèse calédonienne). Ce rapprochement s'intègre au supercontinent Pangée.
Cette chaîne est aujourd'hui érodée et la plupart des témoins géologiques de cette collision sont des roches métamorphiques et des granites, roches qui constituaient autrefois la racine profonde du massif.

## Nom
Le terme « varisque » est introduit par le géologue Eduard Suess en 1888 pour décrire les chaînes de montagnes qu'il étudiait dans le Sud de l'Allemagne. Ce vocable est emprunté aux Varasques, habitants de l'actuel Vogtland, dont la ville principale Hof s'appelait en latin Curia Variscorum (le minéral variscite découvert dans cette même région a une étymologie identique).
Parallèlement le géologue français Marcel Bertrand emploie en 1892 le terme « hercynien » (du latin Hercynia silva, forêt hercynienne, qui s'étendait sur l'Allemagne centrale) pour désigner ces mêmes reliefs formant l'armature de l'Europe. À l'origine, les deux termes désignaient les deux directions de plis et failles dans ces régions (sud ouest au nord est pour la direction varisque, nord-ouest au sud-est pour la direction hercynienne).
Suess s'intéressait plus aux différences paléontologiques et structurales entre les chaînes de montagne alors que Bertrand cherchait plus à trouver des corrélations entre ces massifs. Aussi, parle-t-on aujourd'hui préférentiellement, pour désigner des entités géologiques cependant communes, de chaînes varisques et de massifs hercyniens.

## Formation
La formation de la chaîne varisque est caractérisée par plusieurs périodes, où on peut distinguer un stade pré-collision et un stade post-collision. Au cours de la période pré-varisque du Cambrien, à l'Ordovicien (550 à 450 Ma), l'épisode de distension généralisée qui a fragmenté le supercontinent Rodinia, sépare le continent Nord-Européen du Gondwana, avec une vaste aire marine, provoquant l'apparition de domaines à croûte amincie (Laurentia, Baltica, Kazakhstania, Sibéria) ou océanique (l'Océan Iapétus, Rhéique et Centralien).
Au cours de la période éovarisque de l'Ordovicien supérieur, au Silurien (450 à 400 Ma), la distension fait place à une convergence des plaques, qui conduira à l'affrontement de deux paléocontinents, le Gondwana au sud et le continent euro-américain au nord (Laurentia - Baltica), avec la collision de nombreuses plaques intermédiaires (Avalonia, Armorica). Cette période éovarisque débute par une subduction de la marge de la plaque africaine, qui plonge sous la plaque euro-américaine, et entraîne la fermeture des deux domaines océaniques principaux (l'océan Rhéique au nord, et une de ses dépendances, l'océan Centralien au sud). Cette subduction est associée à un magmatisme d’arc, et à un métamorphisme de haute pression et haute température, lié à l'enfouissement de certaines portions de la lithosphère continentale et océanique à des profondeurs supérieures à 100 km. Les roches magmatiques basiques sont transformées en éclogites, alors que les roches acides sont transformées en granulites.
Au cours de la période mésovarisque, du Dévonien inférieur au Dévonien moyen (380-340 Ma), la collision continentale entre les supercontinents Laurussia et Gondwana provoque l'obduction de matériel océanique sur la croûte continentale. Cette période est associée à un métamorphisme de haute pression - moyenne température, et à des déformations importantes qui vont jusqu'à provoquer des « ruptures » de la lithosphère, décollement aboutissant à une tectonique de nappe.
Au cours de la période néovarisque, du Dévonien supérieur au Carbonifère supérieur (380 à 290 Ma), cette tectonique de nappe est à l'origine de la superposition de plusieurs unités métamorphiques, qui donnent des reliefs comparables à ceux des Alpes actuelles. Le fait que la croûte soit plus épaisse que la normale (presque le double) a deux conséquences majeures : des perturbations thermiques importantes à l'origine de la fusion partielle de parties profondes (anatexie) et moyennes de la croûte, ce qui entraîne un plutonisme important (formation de granites) et un métamorphisme de pression et température moyennes ; une croûte anormalement épaisse et instable qui se désépaissit, pour retrouver sa « position d'équilibre isostatique ». Cet amincissement de la lithosphère, favorise une extension tardi-orogénique (jusqu'au Permien) qui s'exprime à la fois par une tectonique tangentielle (chevauchements), par l'érosion intensive des reliefs, qui conduit à l'exhumation des roches de la croûte inférieure (démantèlement de la chaîne varisque), et par la formation de bassins, dont les sédiments proviennent des reliefs des failles bordières, des coulées volcaniques et des caldeiras.
Cette tectonique est à l'origine d'une chaîne disposée en éventail, avec un double déversement (marges des anciens continents écaillées vers le Nord et vers le Sud, et métamorphisées). Les deux aires océaniques (océan Rhéique au nord, océan Centralien au sud) se sont refermées, formant des sutures ophiolites visibles au cap Lizard et dans le domaine ligérien (Groix, Vendée et Anjou méridional) ou la baie d'Audierne. La limite nord de la chaîne, bien marquée de l'Irlande à l'Allemagne, est un grand chevauchement à vergence nord appelé « front varisque ». La limite sud se trouve au niveau de la cordillère Cantabrique, des Alpes et de la Bohême. Au centre du dispositif, entre ces deux déformations, apparaissent des blocs plus stables, correspondant essentiellement à un socle cadomien (fragments de la lithosphère continentale probablement moins déformés en raison de leur rigidité) sur lequel repose une couverture sédimentaire.

## Distribution

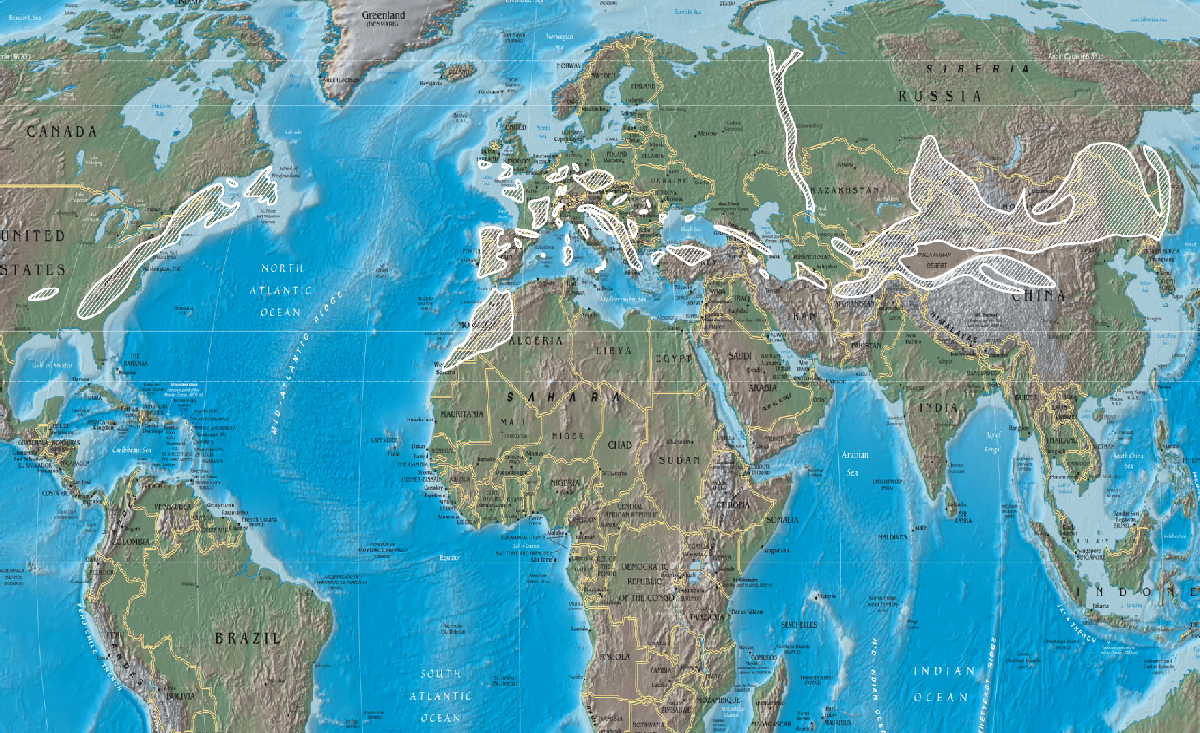
Les zones hachurées montrent la répartition des chaînes varisques (en Europe, mais aussi en Amérique du Nord avec les Appalaches, et en Afrique du Nord, avec les Mauritanides, ou encore les chaînes d'âge similaire (Oural, steppe eurasienne)), avec des orogenèses qui portent d'autres noms.
Le modèle himalayen permet de considérer que cette chaîne de collision était, par endroits, l'équivalent d'une sorte de zone himalayenne actuelle.
Dans un raccourci simplificateur, on pourrait dire qu'il y a environ 350 millions d'années, il y avait un Everest à Lyon, un Annapurna à Clermont-Ferrand et un Tibet à la place du Bassin parisien.

On retrouve de nombreux témoignages en Europe, où la chaîne sinueuse s'étend sur 5 000 km de long (du Sud de l'Espagne jusqu'au Caucase), 700 km de large et fait 6 000 m d'altitude initialement, :
- Massifs cristallins externes des Alpes
- Vosges et Forêt-Noire
- Massif schisteux rhénan, dont Ardenne
- Massif du Hartz
- Massif de Bohême
- Massif central
- Massif Ardennais
- Morvan
- Massif armoricain
- Massif des Maures
- Esterel
- Corse (la plus grande partie, au sud)
- Sardaigne
- Oural
- Sud-ouest de l'Irlande
- Portugal et ouest de l'Espagne
- Monts Măcin (Dobroudja, Roumanie).

… mais aussi en Afrique : 
- Meseta marocaine : Massif central marocain, Rehamna, Jebilet…
- Mauritanides

… et sur le continent nord-américain (partie alléghanienne des Appalaches).
Cette grande orogenèse est contemporaine pour partie de l'orogenèse acadienne qui forma la chaîne des Appalaches aux États-Unis. La morphologie cartographique du rameau NO-SE dit armoricain et du rameau NE-SO dit varisque, forme le V hercynien.
En Europe, les massifs hercyniens sont principalement constitués de granites d'âge carbonifère et de roches métamorphiques (gneiss et micaschistes), localement des grès quartzites, ainsi que des dépôts houillers également carbonifères.